# Ранній доступ
Ранній доступ (англ. early access), альфа-доступ (alpha-access) або платна альфа (paid-alpha) — модель фінансування в ігровій індустрії, за допомогою якої користувачі платять за гру на ранніх стадіях створення (пре-альфа, альфа, бета) і отримують доступ до попередньої повної версії, а розробники можуть використовувати отримані кошти для доведення гри до повноцінного випуску. Ті, хто платить за ранній доступ, як правило, допомагають в налагодженні гри, дають зворотний зв'язок, подають пропозиції щодо поліпшення ігрового процесу, а надалі їм може бути надано доступ до особливого контенту гри. Ранній доступ більш характерний для інді-ігор, які отримують користуючись з нього фінансування, і при цьому може застосовуватися поряд з іншими способами залучення коштів, наприклад, краудфандінгом.

## Історія
Традиційно ігрові видавці не показують сирі версії своїх продуктів широкому загалу, забезпечуючи якість шляхом внутрішнього тестування, учасники якого пов'язані угодою про нерозголошення. Це запобігає крадіжці і поширення даних розробляються версій комп'ютерними піратами, а також обмежує кількість інформації, що потрапляє до потенційних конкурентів. Як наслідок, видавець фінансує весь цикл виробництва і водночас не бажає брати на себе ризик, пов'язаний з випуском експериментального проєкту. У деяких випадках видавці пропонували гравцям інші варіанти, такі як виграти або купити доступ до бета-версії гри. Наприклад, запрошення в бета-версію багатокористувацької частини Halo 3 було включено в комплект гри Crackdown, що вважається причиною її високих продажів.
Для інді-ігор, які зазвичай поширюються без видавця, джерело фінансування знайти складніше. Безліч невеликих інді-компаній використовують особисті кошти, в той час як більш великі можуть отримати інвестиції від інших джерел. При цьому для будь-яких інді-компаній останнім часом довели свою ефективність майданчика краудфандінга начебто Kickstarter. Іншою складністю для незалежних розробників є пошук тестувальників, нестача ресурсів для видання і неможливість отримати зворотний зв'язок до випуску.
Концепція раннього доступу допомагає пом'якшити обидві проблеми. Ранній доступ до гри зазвичай пропонується тоді, коли в гру вже можна грати, але в ній реалізовано не все, що заплановано розробником, а також можуть міститися програмні помилки. Часто це стадія проходить в альфа- або бета-версії, і до передбачуваного випуску може залишатися від декількох місяців до декількох років. Зацікавлені гравці можуть купити доступ до гри ще під час її розробки, і при цьому вони з натхненням грають і займаються стрес-тестуванням. Їх відгуки допомагають розробникам налагоджувати гру, змінюючи її ігровий процес, графіку, технічні особливості, і це відбувається аж до фінального випуску. Після виходу гри гравець або отримує випущену грі, або додатково винагороджується отриманням додаткового контенту (наприклад, саундтреки), згадкою його імені серед розробників і ін. Гравці допомагають фінансувати гру до повного її завершення, але при цьому вони беруть на себе ризик, що виходу не відбудеться. Ще однією перевагою раннього доступу для розробників є поширення попередніх думок про гру. Гравці, як правило, не обмежені угодою про конфіденційність і можуть вільно публікувати свої рецензії в соціальних мережах, влаштовувати інтернет-трансляції ігрового процесу, що допомагає підвищити інтерес до продукту.
Один з перших відомих прикладів моделі — Minecraft. Гра була створена в середині 2009 року Маркусом Перссоном і спочатку вона була браузерною грою, яку він розробляв у вільний від основної роботи час. Альфа-версія гри завоювала популярність протягом місяця, і Перссон додав можливість гравцям заплатити 10 євро і отримати доступ до гри, і це дозволило продовжити розробку. Коли продажі зросли, Перссон звільнився з попередньої роботи і присвятив вісім місяців створенню Minecraft, а також заснував компанію Mojang для того, щоб розширити команду, що працює над проєктом. Ранній доступ можна було отримати протягом усього періоду розробки, при чому його придбання надавало фінальну версію безкоштовно. Гра була завершена і випущена наприкінці 2011 року. До виходу понад 1,8 млн гравців придбали доступ до альфа- і бета-версії, а сумарний виторг склав понад 33 мільйонів доларів. Після успіху Minecraft ідея раннього доступу почала набувати все більшої популярності серед незалежних розробників.

## Підтримка платформами цифрової дистрибуції
Для стимуляції раннього доступу деякі платформи цифрової дистрибуції надають інструменти продажу і розповсюдження для розробників, охочих викласти їх гри в ранній доступ. У той час як ці платформи беруть невеликий відсоток від виторгу як плату за сервіс, вони також беруть на себе множинні проблеми з оплатою (за кредитними картками, сервісів типу PayPal і ін.), Надають інтернет-канал для доставки цифрових копій, виділяють ключі для інших платформ дистрибуції і просувають гру всередині своєї платформи. Платформа цифрової дистрибуції Desura запустила можливість випуску платних альфа-версій в 2011 році для допомоги інді-розробникам в просуванні їхніх ігор. Valve Corporation додали підтримку раннього доступу в сервіс Steam в березні 2013 року, що дозволило розробникам користуватися перевагами платформи Steam і Steamworks API. Цифровий магазин GOG.com почав програму раннього доступу «гри в розробці» (англ. Games in Development) схожу з аналогічною в Steam в січні 2016. Однак, дотримуючись своєї філософії, магазин пропонує тільки гри, вільні від технічних засобів захисту авторських прав, і ретельно переглядає гри перед продажем. У GOG надалі була додана політика беззастережного повернення коштів протягом 14 днів після покупки, що має зменшити ризики у потенційних покупцівitch.io в травні 2016 представив власну програму раннього доступу Refinery, яка дозволила розробникам вибрати одну з багатьох моделей раннього доступу, включаючи обмежену альфу або бету за запрошеннями.
Творці платформи Humble Bundle створили свій Humble Store, який надав незалежним розробникам можливість продажу і розповсюдження по моделі раннього доступу, а для користувачів Steam запропонував можливість отримання ключів активації після того, як вони придбали гри в Steam. У той же час сервіс надав унікальні послуги (продаж пакетів ігор), а також дав можливість використання засобів цифрової дистрибуції для малих команд розробників без необхідності публікації в таких магазинах, як Steam.
Творці ігрових консолей, дивлячись на успіх раннього доступу, також створили аналогічні програми для користувачів консолей. Sony Computer Entertainment заявили в липні 2014 року про те, що вони планують створити програму раннього доступу для незалежних розробників під PlayStation 4 по аналогії з моделлю Steam, і запустили її у вересні 2015 року разом з грою Dungeon Defenders II. Одночасно з цим, в червні 2015 року, Microsoft запустили програму Xbox Game Preview для Xbox One з подальшими планами розширити її і на Windows 10; вона відрізняється від інших підходів тим, що надає безкоштовну демоверсію поточного етапу розробки, щоб дати гравцям можливість протестувати гру перед покупкою. Цей сервіс був запущений з іграми The Long Dark і Elite: Dangerous. Google пропонує аналогічну програму раннього доступу у магазині Google Play для устроїв на Android, котра була запущена у середині 2016 року.
Хоча більша частина використовують ранній доступ ігр створена незалежними розробниками, деякі AAA-розробники використовували ранній доступ як доповнення до їх звичайним циклам розробки. Codemasters використовували ранній доступ в Steam для допомоги в розробці DiRT Rally; перед прийняттям рішення, чи варто їм допрацьовувати нішеву гоночну гру, компанія використовувала ранній доступ для оцінки інтересу гравців і отримання зворотного зв'язку. Через приблизно рік, Codemasters зважилися завершити гру і випустили її консольні версії. Ubisoft використовували ранній доступ для допомоги в завершенні Tom Clancy's Ghost Recon Phantoms (спочатку названої Ghost Recon Online), після того, як основна робота над нею була завершена; відгуки гравців допомогли їм відшліфувати гру.

## Найкращі практики
Досвід використання раннього доступу показав, що для нього можуть бути задіяні ряд практик, що поліпшують застосування моделі:
- Поступове розширення функціональності: полягає в поетапному доповненні гри новими персонажами, можливостями, монстрами, рівнями, способами крафтінга і іншими елементами. У цьому випадку кожне оновлення виглядає як невелике доповнення, і при цьому має деяку тематику. Такий підхід не тільки постійно підтримує інтерес фанатів, а й підігріває потенційних гравців. Характерним прикладом тут є Do not Starve, розробники якої почали компанію раннього доступу попередньо на Google Chrome Store, що допомогло розширити аудиторію. При цьому додавання контенту в грі було не тільки поступовим, але при цьому виглядало як інтеграція з існуючими ігровим світом — це, наприклад, поява дощу, що псує їжу, або введення рівня розсудливості персонажа (англ. Sanity), що впливає на його поведінку.
- Хороший двосторонній зв'язок з гравцями: забезпечення додаткових і широких засобів для комунікації з гравцями. У це входить не тільки створення форуму і читання відгуків, але і такі елементи, як можливість гравцям вносити звіти про виниклі проблеми в систему стеження за багами розробників, постійна активність і оновлення відбувається, надання можливості впливу на рішення (голосування для визначення над чим далі працювати команді), додаткова робота по забезпеченню прозорого і структурованого контенту для відповідей на ті чи інші питання. Характерним прикладом в цьому випадку є Subnautica, який примітний тим, що початок кампанії раннього доступу стало для гри провалом, але розробники, забезпечивши пряму комунікацію з гравцями і планомірне додавання оновлень, домоглися успіху.
- Незакінчена версія не означає, що вона невідшліфована: поява гри в ранньому доступі не означає, що можна надавати гравцям сиру версію. Для традиційної моделі розробки характерна відсутність «полірування» продукту на етапі розробки. У разі використання моделі раннього доступу ситуація змінюється — важливою частиною стає забезпечення приємного ігрового досвіду з перших опублікованих версій. Природно, неможливо незавершену гру зробити ідеальною, і для раннього доступу гра може бути функціонально неповною, але вона повинна бути іграбельною. Приклад в цьому контексті показала Spiderling Games при розробці Besiege, у якій перша опублікована версія не виглядала повною, але при цьому була відшліфованою аж до інтерфейсу.
- Підслуховування розмов гравців: аналіз обговорень гравців навіть тоді, коли вони не говорять про щось безпосередньо. Така практика належить до повнішого управління очікуваннями гравців, що включає, наприклад, розгляд обговорень на форумах, в яких користувачі описують свої досягнення. Іншим варіантом є публікація гри-пісочниці, а далі визначення тих цілей, які ставлять перед собою гравці. Прикладом може служити The Long Dark, під час створення якої розробники підгледіли те, що гравці в своїх обговореннях вважали значущими успіхами, і під ці завдання сформували систему досягнень.
- Корекція напрямку розробки після першої публікації: не рекомендується вважати свою думку про розробку більш правильним тільки тому, що розробники витратили багато часу. З одного боку, творці можуть як мати своє розуміння того, якою має бути гра, але з іншого може бути застосована стратегія, коли публікується гра в ранньому доступі для того, щоб гравці могли допомогти вибрати той чи інший шлях розвитку. Ідеї можуть бути хорошими, але зворотний зв'язок з гравцями дозволяє як знаходити способи їх вдосконалення, так і розуміти, які з них є неробочими. Так, під час створення Prison Architect її Геймдизайнер на початку раннього доступу не мали уявлення про те, куди може піти розробка, і застосування моделі дозволило не тільки вирішити цю проблему, але і завоювати аудиторію. Гравці мали можливість розставляти пріоритети для тих чи інших завдань, і додатково прийшло розуміння, що ідеї повинні бути переосмислені і краще витратити більше часу на шліфування гри, що зрушило терміни фінального випуску.
- Розвиток гри як науково-дослідницького проєкту: використання додаткового фінансування для розвитку, а не завершення гри або поліпшення її продажів. Вихід в ранньому доступі дає більше свободи розробникам, і її краще використовувати для реалізації творчих задумів, ніж для маркетингу. В останньому випадку увагу на продажах призводить до появи несуттєвих оновлень і до конфліктів між розробниками і спільнотою раннього доступу. В цьому контексті себе показала Kerbal Space Program, розробку якої вела компанія Squad, що не мала до цього досвіду створення ігор, і при цьому розробники сконцентрувалися на грі, вивчаючи нові ігрові механіки, ніж звертали увагу на продажу.
- Очікування до тих пір, поки не блисне щось, що можна показати гравцям: з першої версії гра повинна володіти чимось особливим, що приверне гравців. Гра повинна бути досить закінченою, щоб бути іграбельною, і при цьому показати свій потенціал. Разом з тим створені концепти повинні бути стабільними і опрацьованими, щоб згодом не довелося їх «ламати», оскільки це може відлякати тих гравців, які почали використовувати ранній доступ. Творці Darkest Dungeon попередньо вивчили досвід краудфандінгових проєктів і поставили перед собою мету надання гравцям чогось особливого, і в вийшла грі стала відомою її система страждань (англ. Affliction System), що являє собою набір рис персонажів, які впливають на з поведінку непередбачуваним чином. При цьому подальше оновлення Corpse and Hound стало настільки фундаментальним, що змінив багато в грі, що були висловлені звинувачення з боку гравців, а розробники були змушені надати їм доступ на колишню версію (до поновлення).

## Думки і критика
Сайт Gamasutra назвав концепцію раннього доступу (зокрема, в тому вигляді, як вона реалізована в Steam) серед п'яти основних трендів 2013 року, що визначали напрямок розвитку ігрової індустрії.
Деякі експерти піддали концепцію критиці, наприклад, Бен Кучера (англ. Ben Kurchera) з Polygon заявив, що така модель фінансування закріплює продажу незакінчених ігор в якості прийнятною бізнес-стратегії. Попри те, що купили ранній доступ отримують можливість використовувати неповну гру, тестувати її і давати розробникам зворотний зв'язок, залишається ризик, що проєкт ніколи не буде доведений до випуску або фінальна версія не досягне заявлених цілей. Дослідження, проведене в рамках програми Steam's Early Access і охопило статистику по листопад 2014 року показало, що тільки 25 % проєктів, які пропонували ранній доступ, дійшли до стадії виходу. Сергій Галёнкін, творець сайту Steam Spy, що оцінює обсяги продажів ігор в Steam, визначив, що всупереч поширеній думці, ігри, які надали ранній доступ, переживають різке зростання продажів тільки один раз: в момент відкриття раннього доступу. Другого стрибка, який багато пророкують після закінчення раннього доступу, не відбувається.
Відомо кілька гучних провалів ігор, які пропонували ранній доступ. Постапокаліптичний шутер Earth: Year 2066 був розміщений в ранньому доступі Steam з обіцянкою великого набору можливостей, але купили його виявили безліч програмних помилок, які зробили гру неможливою. Обіцянки виявилися невиконаними, а сама гра використовувала готові рішення з комерційного двигуна. Багато гравців, включаючи Джима Стерлінга з онлайн-журналу The Escapist, вимагали прибрати проєкт з Steam: студію-розробника Killing Day Studios звинувачували в несумлінному використанні раннього доступу, а компанії Valve вказували на недостовірне опис ігрового процесу. В результаті Valve припинила ранній доступ до гри і повернула гравцям гроші, заявивши, що хоча розробники мають право рекламувати проєкт і встановлювати ціни, «Steam вимагає бути чесними при просуванні своїх ігор».
Іншим прикладом гучного провалу є космічний симулятор Spacebase DF-9. Команда-розробник Double Fine планувала протягом раннього доступу реалізовувати в грі нові ідеї та вдосконалювати ігровий процес, проте незабаром вирішила припинити роботу над проєктом, закрити ранній доступ і випустити продукт, який не запровадивши багато з заявленого. Компанія виправляла критичні помилки і збиралася впровадити додавання призначених для користувача модифікацій через майстерню Steam, але сама новий контент для гри не розробляла, ніж сильно розчарувала багатьох гравців, які чекали появи обіцяних нововведень. Незабаром після виходу версії 1.0 було звільнено дванадцять співробітників компанії, включаючи програміста і керівника проєкту Жана-Поля Лебретон. Пізніше на форумі Double Fine було оголошено, що подальший випуск патчів припинений, а проєкт залишився без команди, що означало відмову від підтримки користувальницьких модифікацій. Глава компанії Тім Шейфер стверджував, що прийняв таке рішення через фінансові труднощі. Spacebase DF-9 була експериментом з раннім доступом, і грошей, виручених з продажу, на весь цикл розробки не вистачило, оскільки на доопрацювання в грі за все, що було заплановано, було б потрібно декілька років.
Через подібні невдачі до 2014 року думки про ранній доступ стали набувати негативного забарвлення. Проєкти не гарантували якості закінченого продукту, а у випадку з Steam недостатню участь і тестування з боку системи не давало впевненості, що зміст гри буде відповідати її опису. У листопаді 2014 року Valve оновила правила програми раннього доступу з урахуванням висловлених користувачами претензій. Серед іншого були внесені вимоги, щоб наданий продукт був іграбельним на стадії ігрового альфа- або бета-версії, щоб пропонувалося чітке уявлення про властивості кінцевого продукту, гарантувалася безперервна робота над грою і фінансова стабільність для успішного випуску. З 2014 року ранній доступ почав повертати довіру гравців, оскільки розробники спочатку стали орієнтуватися на випуск гри, створюючи надійну основу для проєкту, що забезпечує розважальну складову і технічну стабільність. При цьому розробники почали використовувати ранній доступ для постійного наповнення гри контентом, оцінки отриманого результату і впровадження ідей, висловлених гравцями.
Є й інші приклади ігор, використання раннього доступу якими оцінений позитивно. Як правило, це проєкти, відкриті публіці в майже закінченому вигляді, часто і безперервно оновлювалися і мали прямий зв'язок розробників з гравцями. У концепцію добре вписалися гри жанру roguelike або використовували його особливості: в них, завдяки відгукам гравців, розробники налаштовували систему процедурної генерації рівнів. У ранньому доступі Steam на зазначеній стадії з'являлися гри Invisible, Inc., Nuclear Throne, Armello, Broforce, Prison Architect, Darkest Dungeon, Besiege, Infinifactory, Subnautica, Ark: Survival Evolved і Cryptark.
Оглядачі комп'ютерних ігор взяли за правило не давати остаточну оцінку іграм в ранньому доступі, пропонуючи замість цього коментарі про поточний стан. Сайт Polygon визначив свою позицію так: кожна гра, за яку платяться гроші, повинна бути прокоментована, однак гри в ранньому доступі повинні оцінюватися інакше, ніж це робиться для офіційно випущеного продукту. Сайт Eurogamer, згідно нової редакційної політики, повністю відмовився від повноцінних обзоров офіційно не вийшовших ігор, покинувши собі право публікувати тільки предварительные враження від незавершённых ігор.

## Інші значення
Термін «ранній доступ» може також використовуватися в зневажливому значенні, характеризуючи ігри, випущені в продаж сирими, які вимагають великої кількості виправлень або додавання важливих функцій. Такої характеристики удостоїлися, наприклад, проєкти No Man's Sky і Mass Effect: Andromeda.